# Al-Qiyamah
Al-Qiyamah (La Resurrezione) è la settantacinquesima Sura del Corano, una sura meccana composta da 40 versetti. Essa tratta principalmente della resurrezione dei morti e del Giorno del Giudizio, sottolineando la verità e la certezza di questo evento cruciale.

## Contenuto

### La Certezza della Resurrezione
Versetti 1-3: La sura inizia con un'affermazione della certezza della resurrezione e del Giorno del Giudizio, invitando gli ascoltatori a riflettere su questa realtà inevitabile.

### La Domanda degli Increduli
Versetti 4-10: Gli increduli chiedono ironicamente quando sarà il Giorno del Giudizio e sottolineano l'improbabilità di una resurrezione dopo la morte.

### La Risposta di Allah
Versetti 11-40: Allah risponde agli increduli esponendo i segni del Suo potere e della Sua creazione, dalla creazione dell'uomo al suo potere di risuscitarlo dopo la morte. Viene descritto il Giorno del Giudizio come un giorno di terrore per i miscredenti e di ricompensa per i giusti.

## Analisi
La Sura Al-Qiyamah è importante perché ribadisce la verità e la certezza della resurrezione dei morti e del Giorno del Giudizio, che sono pilastri fondamentali della fede islamica. Essa risponde agli increduli esponendo i segni del potere di Allah e della Sua creazione, dimostrando la Sua capacità di risuscitare i morti e giudicarli secondo le loro azioni. Inoltre, essa illustra la differenza di destino tra i giusti, che saranno ricompensati con il Paradiso, e i miscredenti, che affronteranno la punizione nell'Inferno, invitando gli ascoltatori a riflettere sulle loro azioni e a prepararsi per il Giorno del Giudizio. La sura è quindi significativa per la sua testimonianza della giustizia divina e della responsabilità umana di fronte alla vita dopo la morte.